# Uppsalski model internacjonalizacji
Uppsalski model internacjonalizacji (tzw. Model Uppsala lub U-Model) – jedna z etapowych teorii internacjonalizacji przedsiębiorstw zakładająca sekwencyjne przechodzenie przedsiębiorstwa przez kolejne etapy w procesie jego umiędzynarodowienia. Twórcami tej teorii z lat 70. XX wieku są skandynawscy ekonomiści Jan Johanson oraz Fin Wiedersheim-Paul, a następnie teoria była rozwijana przez Jana Johansona oraz Jana-Erika Vahlne. Nazwa modelu etymologicznie pochodzi od nazwy szwedzkiej miejscowości, bowiem trzej autorzy modelu są pracownikami Uniwersytetu w Uppsali.

## Miejsce modelu Uppsala w teoriach internacjonalizacji
Teorie i modele internacjonalizacji przedsiębiorstwa mają na celu wyjaśnienie skomplikowanych procesów gospodarczych zachodzących w przedsiębiorstwach. Są one konstrukcją teoretyczną mającą na celu uproszczone odwzorowanie rzeczywistości i z reguły przedstawiają idealne (modelowe) rozwiązania weryfikowalne przy spełnieniu pewnych a priori przyjętych założeniach, jak we wszystkich naukach społecznych rozwiązanie to nie daje nam pełnego obrazu i jest zmienne w czasie. Żaden z modeli nie ma charakteru matematycznego, czyli nie opisuje zjawiska w sposób kompletny. Modele internacjonalizacji wyjaśniają jedynie pewien – wybrany przez autora lub autorów danej koncepcji – aspekt umiędzynarodowienia przedsiębiorstwa w sposób teoretyczny.
Poszczególne modele internacjonalizacji przedsiębiorstw próbują wyjaśnić przyjęty aspekt internacjonalizacji i odnoszą się (w zależności od modelu do jednego lub kilku aspektów) do następujących problemów badawczych:
- Jak wygląda proces umiędzynarodowienia przedsiębiorstwa?
- Jak wygląda proces podejmowania decyzji o umiędzynarodowieniu działalności przedsiębiorstwa?
- Jakie są przyczyny (motywy, przesłanki) umiędzynarodowienia przedsiębiorstwa?
- Jakie instrumenty internacjonalizacji wybierają przedsiębiorstwa i dlaczego?
- Jakie są typowe cechy przedsiębiorstw umiędzynarodawiających swoją działalność?
- W jaki sposób przedsiębiorstwa dokonują wyboru międzynarodowej lokalizacji swoich przedsięwzięć?

Model uppsalski należy do grupy modeli etapowych internacjonalizacji. Jest głównym i wiodącym modelem w ramach teorii etapowych. Wyjaśnia on jak? przebiega proces internacjonalizacji przedsiębiorstwa. Zakłada on, że przedsiębiorstwo umiędzynaradawiając swoją działalność przechodzi pewne etapy od działalności na rynku krajowym, aż po podjęcie sprzedaży i produkcji poza granicami danego kraju.

### Zarys historyczny
Początkowo wszystkie kwestie związane z internacjonalizacją były analizowane w teoriach makroekonomicznych, względnie mezoekonomicznych w ramach subdyscypliny międzynarodowe stosunki gospodarcze. Powstawały wtedy teorie handlu międzynarodowego czy teorie bezpośrednich inwestycji zagranicznych. Geneza teorii internacjonalizacji przedsiębiorstwa sensu stricto (na poziomie mikroekonomicznym oraz w ramach nauk o zarządzaniu) datowana jest na lata 50. XX wieku (np. paradygmat eklektyczny Dunninga). Według Mariana Gorynii „Wśród koncepcji internacjonalizacji firmy największą popularność zdobył tzw. model uppsalski”. Model ten po raz pierwszy opublikowano w 1975 (Jan Johanson oraz Fin Wiedersheim-Paul), następnie zmodyfikowano w 1977 (Jan Johanson oraz Jan-Erik Vahlne) oraz poddano rozwinięciu w 1978 (Fin Wiedersheim-Paul, Hans C. Olson oraz Lawrence S. Welch). Wśród modeli etapowych wyróżnia się kilkadziesiąt różnych modeli, mniej lub bardziej bazujących na modelu uppsalskim, choć „jedynie” kilkanaście z nich uznaje się za modele wiodące. Modele i teorie internacjonalizacji powstawały równolegle, są w stosunku do siebie zarówno komplementarne, jak i substytucyjne.

## Założenia i zmienne modelu Uppsala

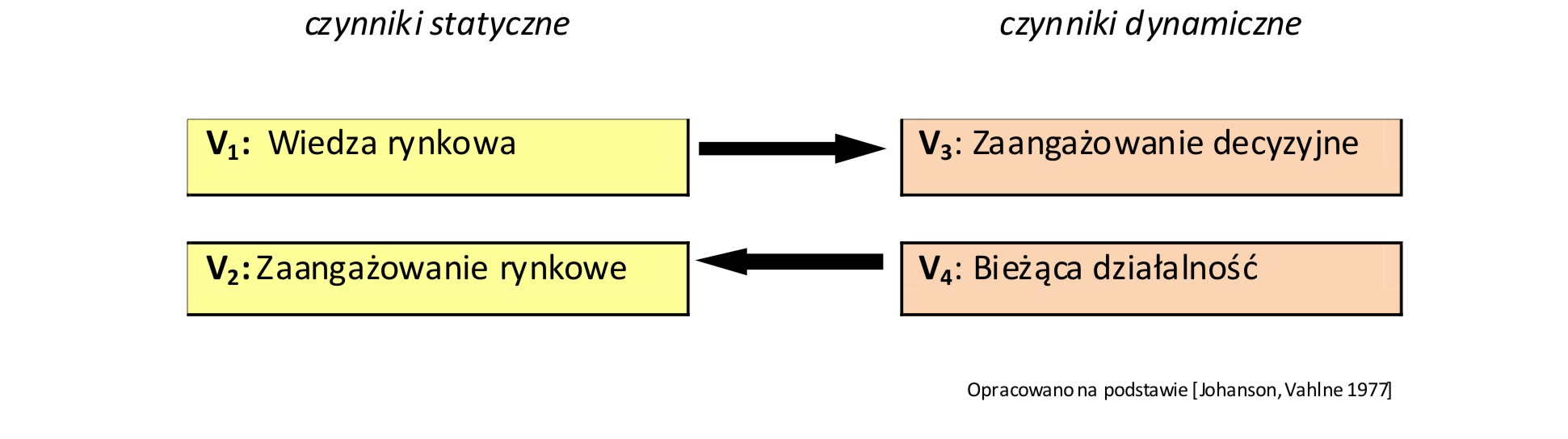
Uppsalski model internacjonalizacji przedsiębiorstw

Podstawę teoretyczną dla modelu stanowią dwie wcześniejsze teorie ekonomiczne, a mianowicie teoria behawioralna oraz teoria oparta na zasobach. Model opiera się na koncepcji wiedzy empirycznej. Przyjmuje się, że zachowanie przedsiębiorstwa w procesie internacjonalizacji jest zdeterminowane posiadaną przez nie wiedzą praktyczną.
Model zbudowano na czterech czynnikach. Czynnikami stałymi są V1 wiedza rynkowa oraz V2 zaangażowanie rynkowe. Czynnikami zmiennymi są natomiast V3 zaangażowanie decyzyjne oraz V4 bieżąca działalność. Wraz z rozwojem w przedsiębiorstwie wiedzy o rynkach zagranicznych (V1) wzrasta zaangażowanie zasobów przedsiębiorstwa na rynku zagranicznym (V2), przy czym te dwa czynniki statyczne wpływają na dwa czynniki dynamiczne (V3 oraz V4), bowiem wiedza determinuje i wywołuje zachowanie decyzyjne w zakresie dalszej internacjonalizacji, co z kolei wpływa na intensywność internacjonalizacji, czyli bieżącą działalność. Czynniki dynamiczne z kolei, wywołując sprzężenie zwrotne, wpływają na czynniki statyczne, czyniąc model dynamicznym.
Cykliczny charakter tego procesu sugeruje, że internacjonalizacja na ogół przebiega małymi krokami. Internacjonalizacja przedsiębiorstwa jest bowiem długotrwałym i powolnym procesem.

### Mechanizmy modelu Uppsala
Model wykorzystuje mechanizm dystansu psychicznego, tłumacząc zaangażowanie przedsiębiorstw w działalność międzynarodową. Początkowo przedsiębiorstwa wolą wchodzić na rynki krajów, z którymi dystans psychiczny jest mniejszy. Chodzi tutaj o takie wymiary jak język, kultura, poziom edukacji, poziom rozwoju gospodarczego, system polityczny czy system prawny.
Model ten kładzie nacisk na, zakorzeniony w teorii organizacji i zarządzania, mechanizm uczenia się organizacji. W wyniki nabywania wiedzy (uczenia się) przez przedsiębiorstwo, jego zaangażowanie w działalność za granicą wzrasta. Główną barierą internacjonalizacji jest brak wiedzy.

## Etapy modelu Uppsala
Modele etapowe, w zależności od autorstwa, wyróżniają od 3 do 8 sekwencyjnych etapów. Model Uppsala wyróżnia cztery etapy umiędzynarodowienia przedsiębiorstwa, a mianowicie:
- nieregularny eksport,
- eksport przez pośredników,
- utworzenie filii handlowych,
- podjęcie produkcji za granicą.

Kolejne rozwinięcie koncepcji wprowadziło do modelu etap zerowy internacjonalizacji, określany mianem internacjonalizacji krajowej, składający się z trzech faz:
- brak woli do rozpoczęcia eksportu,
- nieznaczna wola do rozpoczęcia eksportu,
- znaczna wola rozpoczęcia eksportu.

## Model Uppsala a Model POM
W literaturze model Uppsala często bywa porównywany do modelu POM (ang. Product – Operation mode – Market) ze względu na duże podobieństwo tych obydwu modeli teoretycznych wyjaśniających proces internacjonalizacji przedsiębiorstw.
W obydwu modelach wymagane jest uprzednie zdobycie doświadczenia na rynku krajowym, przed ekspansją na rynki zagraniczne, a ekspansja odbywa się stopniowo według kryterium bliskości geograficznej. W obydwu modelach wymaganą determinantą dalszej ekspansji jest wzrost poziomu wiedzy empirycznej, przy czym model Uppsala mówi, że poziom zaangażowania może również się zmniejszyć lub wygasnąć, jeżeli wydajność przedsięwzięcia nie jest wystarczająca.
Model Uppsala postuluje rozpoczynanie sprzedaży zagranicznej od nieregularnych działań eksportowych, natomiast model POM jako pierwszy etap postuluje regularny eksport (model POM zakłada, że pierwsze rozszerzenie działalności przedsiębiorstwa polega na ekspansji na nowe rynki zagraniczne).

## Wnioski płynące z modelu Uppsala
Z modelu uppsalskiego internacjonalizacji przedsiębiorstw płyną następujące wnioski dla holistycznej teorii umiędzynarodowienia przedsiębiorstwa:
- Przedsiębiorstwa najczęściej rozpoczynają od działań eksportowych, a dopiero po upływie pewnego czasu decydują się na działania wymagające większego zaangażowania.
- Przedsiębiorstwa zwykle w pierwszej kolejności dokonują ekspansji na rynki krajów sąsiednich.
- Dystans kulturowy oraz dystans fizyczny odgrywa kluczową rolę w procesie umiędzynarodowienia przedsiębiorstwa.
- Wiedza o rynku, doświadczenie i intuicja są determinantami ekspansji na nowe rynki zbytu.
- W operacjach zagranicznych przedsiębiorstwa wykorzystują zarówno wiedzę ogólną (związaną z umiędzynarodowieniem), jak i wiedzę specyficzną (związaną z danym rynkiem).
- Decyzja o wejściu na rynek zagraniczny zależy od etapu rozwoju przedsiębiorstwa.
- Ekspansja jest poprzedzona sukcesem na rynku wewnętrznym i jest konsekwencją wielu decyzji podejmowanych w firmie.

## Krytyka modelu uppsalskiego
Model uppsalski, jak każdy model teorii etapowych, spotyka się z krytyką. Zarzuca się mu dwa niewłaściwe założenia aksjologiczne. Po pierwsze, nie każde przedsiębiorstwo jest zorientowane początkowo na rynek krajowy. Współcześnie coraz częściej spotyka się przedsiębiorstwa, które od początku swojego istnienia działają na rynkach międzynarodowych, a przedsiębiorstwa takie określane są jako urodzeni globaliści (ang. born global). Po drugie, nie każde przedsiębiorstwo przechodzi przez wszystkie etapy procesu od pierwszego do ostatniego, przy czym model uppsalski – w odróżnieniu od innych teorii etapowych – dopuszcza pomijalność poszczególnych etapów.